# Lunochod 1
Lunochod 1 (ryska: Луноход-1) är ett Sovjetiskt obemannat månfordon som landsattes på månen den 17 november 1970. Lunochod 1 var det första fordonet på en annan himlakropp.
Lunochod 1 och dess landare Luna 17 sköts upp med en Protonraket den 10 november 1970. Fordonet fjärrstyrdes från jorden och under de 322 dagar den rullade runt på månen tog den 206 högupplösta panoramabilder, 20 000 TV-bilder och körde en sträcka på totalt 10 540 meter.
Uppdraget var att undersöka vilka platser på månen som var lämpliga för senare bemannade landningar och eventuellt månbaser. Detta uppdrag ändrades sedan eftersom amerikanerna redan hade "bemannat" månen, så Lunochod 1 skulle istället undersöka månens yta efter den lyckade amerikanska bemannade månlandningen.

## Uppdragets slut
Uppdragstiden var beräknad till cirka tre dagar på månen, alltså 3 jord-månader, men detta förlängdes sedan till drygt 11 dagar på månen. Den sista gången man hade kontakt med fordonet var den 14 september 1971. Fram till den 4 oktober 1971 försökte man återupprätta kontakten men utan att lyckas. Under sin verksamhetstid reste Lunochod 1 tio kilometer, tog 1000-tals bilder och analyserade "månjord" på 500 olika platser.
Rymdbilen tappades bort efter 11 mån-dagar och en kopia började byggas som kom att kallas Lunochod 2.

## 2010
Men av en slump hittades Lunochod 1 igen 2010, 40 år efter sin verksamhetstid. Upptäckten gjordes av ett forskarteam som sände lasersignaler till precis den delen av månen som Lunochod 1 befann sig på. Rymdbilens reflektorer fungerade fortfarande och skickade tillbaka lasrarna till jorden igen, vilket var förvånande eftersom de efter så lång tid borde ha försämrats märkbart.
Att Lunochod 1 återfanns kom att spela en stor roll för de geofysikaliska studierna om månen på grund av dess lokalisering från reflektorerna på Apollo och Lunochod 2.

### Fotnoter
1. ↑  ”NASA Space Science Data Coordinated Archive” (på engelska). NASA. https://nssdc.gsfc.nasa.gov/nmc/spacecraft/display.action?id=1970-095A. Läst 31 mars 2020.
2. 1 2  Encyclopedia Astronautica, Sökord: Lunokhod, 2014-05-22
3. 1 2  National Aeronautics and Space Administration, Sökord: Lunokhod, 2014-05-22